# Aleksandr Kleščenko
Aleksandr Aleksandrovič Kleščenko (in russo Александр Александрович Клещенко?; Vladikavkaz, 2 novembre 1995) è un calciatore russo, difensore del Rotor.

## Carriera
Ha giocato nella massima serie dei campionati russo e kazako.